# Francisco Hernández Pineda
Francisco Hernández (Toluca, 16 de enero de 1924 - Distrito Federal, 24 de enero de 2011) fue un futbolista mexicano. Fue seleccionado para jugar la Copa Mundial de Fútbol de 1950. Jugó durante las Eliminatorias de 1950 para la Copa Mundial de la FIFA en los partidos contra Estados Unidos (2–6) y durante las eliminatorias de 1954 contra Haití (0–8). 
Como directivo del Club América ejerció una especie de dirección deportiva entre 1968 y 1996, en la cual tuvo la responsabilidad de la contratación de refuerzos extranjeros, fue su visión la que permitió la llegada de jugadores como Carlos Reinoso, Antonio Carlos Santos, Daniel Brailovsky, Héctor Miguel Zelada, entre otros.

## Clubes
| Club      | País   | Año       |
| --------- | ------ | --------- |
| Asturias  | México | 1945-1950 |
| Necaxa    | México | 1950-1954 |
| Zacatepec | México | 1954-1962 |

## Participaciones en Copas del Mundo
| Mundial                        | Sede   | Resultado    |
| ------------------------------ | ------ | ------------ |
| Copa Mundial de Fútbol de 1950 | Brasil | Primera Fase |